# Thomisus boesenbergi
Thomisus boesenbergi es una especie de araña cangrejo del género Thomisus, familia Thomisidae. Fue descrita científicamente por Lenz en 1891.

## Distribución
Esta especie se encuentra en Madagascar.